# Centrale géothermique Olkaria V
La centrale géothermique d'Olkaria V, (en anglais : Olkaria V Geothermal Power Station ou encore Olkaria V ou encore Geothermal Power Plant est une centrale  géothermique électrique au Kenya, d'une capacité de 158 MW,.

## Emplacement
La centrale est située dans la région d'Olkaria, dans le parc national de Hell's Gate, dans le comté de Nakuru, à environ 113 km au sud-est de la ville de Nakuru, où se trouve le siège du comté. Olkaria est situé à environ 122 km au nord-ouest de Nairobi, la capitale et la plus grande ville du Kenya.

## Aperçu historique
La centrale géothermique Olkaria 5 génère 140 MW bien que d'autres sources fiables aient estimé la capacité potentielle à 158 MW,. La centrale est financée conjointement par l'Agence de coopération internationale du Japon (JICA) et la Kenya Electricity Generating Company (KenGen). Le coût budgété est de 40 milliards de ksh (400 millions US $).
Un consortium de deux entreprises japonaises et une kényane est sélectionné pour fournir l'équipement de la centrale électrique. Mitsubishi Corporation fournit l'équipement principal, Mitsubishi Hitachi Power Systems transporte l'équipement du port de Mombasa jusqu'au chantier de construction d' Olkaria et installe le matériel. H Young & Company (HY) est responsable des travaux de génie civil et de l'installation du materiel.
La centrale d'Olkaria V est raccordée au  réseau national le 28 juin 2019. La première unité atteint sa puissance nominale de 79 MW et la deuxième unité est raccordée en octobre 2019 portant la capacité géothermique totale au Kenya entre 700 et 850 MW.

## Histoire
La centrale  géothermique Olkaria V est l'une d'une série de six centrales géothermiques prévues ou déjà opérationnelles dans la région d'Olkaria dans le comté de Nakuru,. La construction a commencé en avril 2017. L'achèvement et la production d'électricité a commencé en 2019,.

## Propriété
La centrale géothermique d'Olkaria V est détenue à 100% par la Kenya Electricity Generating Company (KenGen),.